# Dyfed
Pour les articles homonymes, voir Dyfed (homonymie).
Le Dyfed est un comté préservé du pays de Galles.
Érigé en zone de gouvernement local le 1er avril 1974 par le Local Government Act 1972, il conserve ce statut jusqu’au 31 mars 1996, date de son abolition par le Local Government (Wales) Act 1994. Toutefois, doté du statut de comté préservé depuis le 1er avril 1996 au sens de cette même loi, il garde un rôle essentiellement cérémoniel en tant que shrievalty et zone de lieutenance.

## Géographie

### Situation administrative
Le comté préservé du Dyfed est situé au sud-ouest du pays de Galles.
Depuis le 1er avril 1996, il comprend les zones principales des comtés du Carmarthenshire, du Ceredigion et du Pembrokeshire. Il couvre aussi les comtés historiques du Cardiganshire, du Carmarthenshire et de Pembroke, trois divisions administratives en vigueur entre 1889 et 1974.

### Territoires limitrophes
| Baie de Cardigan | Gwynedd                         | Clwyd          |
| Baie de Cardigan | comté du Dyfed                  | Powys          |
| Canal de Bristol | West Glamorgan Canal de Bristol | West Glamorgan |

## Toponymie
Le comté tient son appellation du royaume de Dyfed.

## Histoire

### Zone de gouvernement local (1974-1996)
Le comté du Dyfed est une zone de gouvernement local créée au 1er avril 1974 par le Local Government Act 1972 en tant que zone de gouvernement local de niveau supérieur à partir des comtés administratifs du Cardiganshire, du Carmarthenshire et de Pembroke. D’après la loi, elle détient une assemblée délibérante dénommée conseil principal.
Son territoire comprend six zones de gouvernement local de niveau inférieur, dites « districts », définies à partir des territoires existants au moment de la publication du Local Government Act 1972 et dont les noms sont rendus officiels par le Districts in Wales (Names) Order 1973 : Carmarthen, Ceredigion, Dinefwr, Llanelli, Preseli (devenu Preseli Pembrokeshire en 1987) et South Pembrokeshire,.

### Comté préservé (depuis 1996)
En raison d’une réorganisation des zones de gouvernement local, le comté du Dyfed est aboli au 31 mars 1996 d’après le Local Government (Wales) Act 1994, mais conserve une existence juridique en tant que comté préservé pour certaines fins. À ce titre, les limites du comté préservé du Dyfed sont les mêmes que celles définies par le Local Government Act 1972.

## Administration

### Conseil
Comme prévu par la loi de 1972, le comté est administré par un « conseil principal » appelé le Dyfed County Council. Dirigé par un président et un vice-président, il se compose de conseillers élus pour un mandat de 4 ans.
Des élections du conseil de comté se tiennent en 1973, en 1977, en 1981, en 1985, en 1989 et en 1993. Pour celles-ci, le territoire est divisé :
- en 78 circonscriptions électorales à partir de 1973 ;
- en 80 circonscriptions électorales à partir de 1977 ;
- en 72 circonscriptions électorales à partir de 1985 ;
- et en 69 circonscriptions électorales à partir de 1989[6].

### Postes cérémoniels
Depuis 1974, deux postes honorifiques relèvent du Dyfed : le lord-lieutenant et le haut-shérif.